# 中可換マグマの圏
数学における中可換圏（なかかかんけん、英: medial category）即ち中可換マグマの圏 Med は、中可換な二項演算を持つ集合（中可換マグマ）を対象とし、それらの演算に関する（普遍代数学でいうところの）準同型を射とする圏である。
圏 Med は直積を持ち、従って中可換なマグマ対象（圏の内部演算によって定まるマグマ構造）の概念が意味を持つ。結果として、圏 Med はその任意の対象を中可換対象として持ち、またそのことによって特徴づけられる。
集合を、右射影 (x, y) ↦ x ⫟ y = y を演算とする自明なマグマと見做すことで、包含函手 Set ↪ Med が定まる。
単射自己準同型はマグマの拡大の自己同型（自己準同型の定値列の余極限）に拡張することができる。